# 賀島重玄
賀島 重玄（かしま しげはる）は、阿波徳島藩家老賀島家4代当主。父は蜂須賀家家老・賀島政重。正室は水野成貞の娘。子は賀島重郷。幼名は万助。通称は主水。

## 生涯
元和8年（1622年）、賀島政重の長男として徳島に生まれる。寛永5年（1628年）、江戸に出府して幕府の証人となる。寛永17年（1640年）、阿波に帰国。藩主・蜂須賀忠英より部屋住料として1000石を給される。慶安5年（1652年）、1000石の加増を受け知行2000石。
万治3年（1660年）、家督相続し知行1万石となる。寛文元年（1661年）、仕置家老を拝命する。延宝8年（1680年）4月10日、死去。享年59。家督は嫡男の重郷が相続した。

## 系譜
- 父：賀島政重
- 母：不詳
- 正室：水野成貞の娘（蜂須賀至鎮娘正徳院の娘）
- 長男：賀島重郷